# グリーンサイエンスアワー
『グリーンサイエンスアワー』は、グリーンチャンネルで2021年3月まで放送されていた教養番組である。「サイエンスチャンネル」（運営：科学技術振興機構）が製作・配信している科学・技術関連の番組を放送していた。

## 放送時間
いずれも日本標準時。
- 2021年1月 - 終了まで:毎週月曜11:30 - 12:00（以後火曜 - 木曜日の同時間帯にリピート放送）
- 2020年12月まで:毎週月曜 14:30 - 15:00（以後火曜 - 木曜日の同時間帯にリピート放送）

かつては月曜から金曜の9:00 - 9:30に放送されたこともあった。

## 主な番組
- 怖いけど知りたい体の話
- 赤ちゃんがいっぱい
- 空から見た日本
- 極限の科学MORE,MORE,MOST！
- 世界の科学館
- 科學堂へようこそ
- THE MAKING